# The Keynote Speaker
The Keynote Speaker – czwarty studyjny album amerykańskiego rapera U-Goda członka formacji Wu-Tang Clan, wydany 23 lipca 2013 roku nakładem niezależnej wytwórni Soul Temple Entertainment. Za warstwę muzyczną płyty odpowiadają tacy producenci jak RZA, Leaf Dog, Blastah Beatz, Teddy Powell, DJ Homocide, Steve Reaves, J Reynoso Jr. oraz J. Serbe, a gościnnie na albumie pojawili się raperzy z grupy rapera między innymi GZA, Method Man i Inspectah Deck oraz inni tacy jak Styles P, Elzhi i Kool Keith.
Wydawnictwo zadebiutowało na 57. miejscu notowania Top R&B/Hip-Hop Albums. W 2014 roku raper opuścił wytwórnię Soul Temple Entertainment i podpisał ponowny kontrakt ze swoją dawną wytwórnią Babygrande Records. Zaowocowało to wydaniem 17 lutego 2015 roku reedycji płyty, która zawierała nową okładką. Reedycja The Keynote Speaker sprzedawana była w wersji fizycznej oraz za pośrednictwem iTunes'a oraz portalu Bandcamp. Album został wydany również w wersji ekskluzywnej z dodatkową płytą, na której znajdowały się utwory z największymi hitami Soul Temple.

## Lista utworów
| Nr  | Tytuł utworu                                           | Producent               | Długość |
| --- | ------------------------------------------------------ | ----------------------- | ------- |
| 1.  | „Vortex Of My Mind (Skit)” (gościnnie Vivien Scarlett) | U-God                   | 0:33    |
| 2.  | „Keynote Speaker”                                      | Leaf Dog                | 2:03    |
| 3.  | „Heads Up” (gościnnie Scotty Wotty oraz GZA)           | DJ Homocide             | 2:30    |
| 4.  | „Inferno (Skit)”                                       | U-God                   | 0:09    |
| 5.  | „Fire” (gościnnie Scotty Wotty oraz Method Man)        | Steve Reaves            | 3:16    |
| 6.  | „Fame” (gościnnie Styles P)                            | Leaf Dog                | 4:11    |
| 7.  | „Skyscraper”                                           | DJ Homocide             | 2:12    |
| 8.  | „Heavyweight”                                          | Teddy Powell            | 2:28    |
| 9.  | „Colossal Cosmos (Skit)” (gościnnie Vivien Scarlett)   | U-God                   | 0:29    |
| 10. | „Stars”                                                | DJ Homocide             | 2:29    |
| 11. | „Golden Arms”                                          | J. Serbe, J Reynoso Jr. | 3:01    |
| 12. | „Room Keep Spinning”                                   | RZA                     | 3:48    |
| 13. | „Zilla”                                                | DJ Homocide             | 2:49    |
| 14. | „Get Mine”                                             | RZA                     | 2:38    |
| 15. | „Mt. Everest” (gościnnie Inspectah Deck oraz Elzhi)    | Blastah Beatz           | 3:31    |
| 16. | „Tranzform”                                            | DJ Homocide             | 3:12    |
| 17. | „Journey” (gościnnie Kool Keith)                       | Teddy Powell            | 3:35    |
| 18. | „Be Right There”                                       | RZA                     | 2:41    |
| 19. | „Days Of Glory”                                        | Steve Reaves            | 2:58    |
|     |                                                        |                         | 48:33   |

## Notowanie
| Notowanie              | Pozycja |
| ---------------------- | ------- |
| Top R&B/Hip-Hop Albums | 57      |